# Twierdzenie spektralne
Twierdzenie spektralne – wspólna nazwa twierdzeń w algebrze liniowej i analizie funkcjonalnej uogólniających twierdzenie teorii macierzy mówiące, że
Każda macierz normalna może zostać zdiagonalizowana (przy pomocy odpowiedniej macierzy przejścia).
Ściślej, jeżeli traktujemy macierz normalną jako macierz pewnego endomorfizmu przestrzeni euklidesowej, to można znaleźć bazę ortonormalną tej przestrzeni, w której macierz ta będzie diagonalna. Twierdzenia spektralne uogólniają ten fakt na przestrzenie nieskończenie wymiarowe z punktu widzenia algebry i analizy funkcjonalnej.

## Operatory samosprzężone

### Przypadek rzeczywisty
Niech {\displaystyle V} będzie przestrzenią ortogonalną nad ciałem liczb rzeczywistych z dodatnio określonym funkcjonałem dwuliniowym. Jeśli {\displaystyle A:V\to V} jest endomorfizmem samosprzężonym, to istnieje baza ortogonalna przestrzeni {\displaystyle V} złożona z wektorów własnych endomorfizmu {\displaystyle A.}

### Przypadek zespolony
Niech {\displaystyle V} będzie przestrzenią liniową skończonego wymiaru nad ciałem liczb zespolonych z formą hermitowską dodatnio określoną. Jeśli {\displaystyle A:V\to V} jest operatorem samosprzężonym, to istnieje baza ortogonalna przestrzeni {\displaystyle V} złożona z wektorów własnych operatora {\displaystyle A.}

### Wniosek
Przy założeniach powyższych twierdzeń:
Istnieje baza ortonormalna przestrzeni {\displaystyle V} złożona z wektorów własnych operatora {\displaystyle A.} Wystarczy wektory bazy ortogonalnej unormować (tzn. każdy wektor podzielić przez jego normę).

## Operatory normalne
Twierdzenie spektralne mówi, że każdemu operatorowi normalnemu odpowiada dokładnie jedna hermitowska miara spektralna na rodzinie borelowskich podzbiorów jego widma o tej własności, że operator ten może być odtworzony z niej w sposób jednoznaczny. Ściślej, jeśli {\displaystyle H} jest przestrzenią Hilberta oraz {\displaystyle T\colon H\to H} jest operatorem normalnym, to istnieje dokładnie jedna hermitowska miara spektralna {\displaystyle E} określona na rodzinie borelowskich podzbiorów {\displaystyle \sigma (T)} taka, że
{\displaystyle T=\int \limits _{\sigma (T)}\lambda E(d\lambda ).}
Hermitowskie miary spektralne są miarami wektorowymi, a całka w powyższym wzorze oznacza właśnie całkę względem miary wektorowej z (tożsamościowej) funkcji skalarnej.

### Właściwości
- Miara spektralna {\displaystyle E} z powyższego twierdzenia nazywana jest również rozkładem spektralnym operatora {\displaystyle T} lub przedstawieniem spektralnym operatora {\displaystyle T.}
- Jeżeli {\displaystyle B} jest borelowskim podzbiorem {\displaystyle \sigma (T)} oraz {\displaystyle S\colon H\to H} jest operatorem ograniczonym, który komutuje z {\displaystyle T,} tzn. {\displaystyle TS=ST,} to operator (hermitowskie miary spektralne mają wartości operatorowe) {\displaystyle E(B)} komutuje z {\displaystyle S.}
- Twierdzenie spektralne może być postrzegane jako szczególny przypadek twierdzenia dotyczącego raczej całych algebr operatorów normalnych niż ich pojedynczych elementów:

Niech {\displaystyle {\mathcal {B}}(H)} oznacza algebrę wszystkich ograniczonych (ciągłych) operatorów na przestrzeni Hilberta {\displaystyle H.} Jeśli {\displaystyle A} jest domkniętą podalgebrą {\displaystyle {\mathcal {B}}(H)} złożoną z operatorów normalnych, która zawiera operator identycznościowy {\displaystyle I} i jeśli {\displaystyle \Delta } jest przestrzenią ideałów maksymalnych {\displaystyle A,} to
(a) istnieje dokładnie jedna miara wektorowa {\displaystyle E} na rodzinie borelowskich podzbiorów {\displaystyle \Delta } o wartościach w {\displaystyle {\mathcal {B}}(H)} taka, że
{\displaystyle T=\int \limits _{\Delta }{\hat {T}}dE}
dla każdego {\displaystyle T\in A,} gdzie {\displaystyle {\hat {T}}} jest transformacją Gelfanda {\displaystyle T,}
(b) odwrotną transormację Gelfanda (tj. odwzorowanie {\displaystyle {\hat {T}}\mapsto T}) można przedłużyć do izometrycznego *-izomorfizmu {\displaystyle \Phi } algebry {\displaystyle L^{\infty }(E)} na domkniętą podalgebrę {\displaystyle A'} w {\displaystyle {\mathcal {B}}(H),} {\displaystyle A\subseteq A'.} Co więcej, *-izomorfizm {\displaystyle \Phi } wyraża się wzorem
{\displaystyle \Phi f=\int \limits _{\Delta }fdE,\;f\in L^{\infty }(E).}
Dokładniej, {\displaystyle \Phi } jest izometrycznym operatorem liniowym i multyplikatywnym takim, że {\displaystyle \Phi {\overline {f}}=(\Phi f)^{*}} dla {\displaystyle f\in L^{\infty }(E).}
(c) {\displaystyle A'={\mbox{cl}}_{{\mathcal {B}}(H)}{\mbox{lin}}\{E(B)\colon B\in {\mbox{Borel}}(\sigma (T))\},}
(d) jeśli {\displaystyle B\subseteq \Delta } jest otwarty i niepusty, to {\displaystyle E(B)\neq 0,}
(e) operator {\displaystyle S\in {\mathcal {B}}(H)} komutuje z każdym {\displaystyle T\in A} wtedy i tylko wtedy, gdy dla każdego {\displaystyle B\in {\mbox{Borel}}(\sigma (T))} operator {\displaystyle S} komutuje z {\displaystyle E(B).}
- Ważniejszymi narzędziami w dowodzie powyższego twierdzenia są: twierdzenie Gelfanda-Najmarka, twierdzenie Riesza-Skorochoda i lemat Urysohna.